# Tricio
Tricio es un municipio de la comunidad autónoma de La Rioja (España), situado en la la Rioja Alta, cercano a la ciudad de Nájera.

## Historia

### Época prerromana y romana
Numerosas referencias escritas de todas las épocas avalan el antiquísimo origen de Tricio, anterior a la era cristiana. El testimonio más antiguo lo proporciona, el año 154 a. C., Apiano Alejandrino, nombrando a los tritios junto a otras tribus que se opusieron al dominio romano. Ptolomeo, geógrafo griego de reconocida autoridad, cita, en el siglo II, a Tritium Megalon, sobrenombre prestado por los conquistadores romanos que ofrece una idea sobre la importancia que la villa tenía en la época. Grandeza corroborada además por los numerosos hallazgos arqueológicos de la civilización clásica, algunos de los cuales recoge el Padre Anguiano en su Compendio historial de la provincia de La Rioja, libro que data del año 1701: restos de murallas y de una torre fortificada, mosaicos, columnas, cerámicas y lápidas.
Figura también la localidad en el Itinerario de Antonino Augusto, del siglo III, como uno de los puntos de paso de la calzada que unía Zaragoza y Astorga.
En el siglo V, aparecen los vecinos de Tricio como defensores del Obispo Silvano de Calahorra frente al Papa Hilario.

### Época medieval
En el año 928, la reina Toda hizo una donación, documentándola en la correspondiente escritura, de una propiedad sita en la villa.
Sancho el Mayor incluyó a Tricio en la relación de pueblos enumerados por su Fuero de Nájera, definiéndole como independiente de esta urbe. En 1073, el rey navarro Sancho el de Peñalén ordenaba restituir al monasterio de San Millán de la Cogolla unos palacios de Tricio, donados veintitrés años antes por López Fortúnez y su esposa Mencía y usurpados desde entonces por Sancho Garcés.

### Otros datos históricos posteriores
Declarada villa independiente por el rey Felipe IV en 1658, perteneció posteriormente al dominio de los duques de Nájera.
En algún punto entre los años 1790 y 1801 Tricio se integra en la Real Sociedad Económica de La Rioja, la cual era una de las sociedades de amigos del país fundadas en el siglo XVIII conforme a los ideales de la ilustración.
El 6 de octubre de 1833 el general Santos Ladrón de Cegama proclamó rey a Carlos V en Tricio, dando con ello comienzo a la primera guerra carlista.

## Geografía humana

### Demografía
Cuenta con una población de 374 habitantes (INE 2024).
| Gráfica de evolución demográfica de Tricio entre 1842 y 2021 |
| |
| Población de derecho según los censos de población del INE Población de hecho según los censos de población del INEEntre el censo de 1910 y el anterior, crece el término del municipio porque incorpora a 26016 (Arenzana de Arriba) Entre el censo de 1920 y el anterior, disminuye el término del municipio porque independiza a 26016 (Arenzana de Arriba) |

## Administración
| Periodo   | Nombre                 | Partido                 |
| --------- | ---------------------- | ----------------------- |
| 1979-1983 | Eduardo Asensio García | Agrupación de electores |
| 1983-1987 | Carlos Benito Benito   | AP                      |
| 1987-1991 | Carlos Benito Benito   | AP                      |
| 1991-1995 | Carlos Benito Benito   | PP                      |
| 1995-1999 | Carlos Benito Benito   | PP                      |
| 1999-2003 | Carlos Benito Benito   | PP                      |
| 2003-2007 | Carlos Benito Benito   | PP                      |
| 2007-2011 | Carlos Benito Benito   | PP                      |
| 2011-2015 | Carlos Benito Benito   | PP                      |
| 2015-2019 | Carlos Benito Benito   | PP                      |
| 2019-2023 | Oscar Martínez Nalda   | PRP                     |
| 2023-act. | Manuel Martínez Ábalos | PSOE                    |

## Economía

### Evolución de la deuda viva
El concepto de deuda viva contempla sólo las deudas con cajas y bancos relativas a créditos financieros, valores de renta fija y préstamos o créditos transferidos a terceros, excluyéndose, por tanto, la deuda comercial.
| Gráfica de evolución de la deuda viva del ayuntamiento entre 2008 y 2014                             |
| |
| Deuda viva del ayuntamiento en miles de Euros según datos del Ministerio de Hacienda y Ad. Públicas. |

La deuda viva municipal por habitante en 2014 ascendía a 500,00 €.

## Lugares de interés

### Edificios y monumentos

#### Basílica de Santa María de Arcos

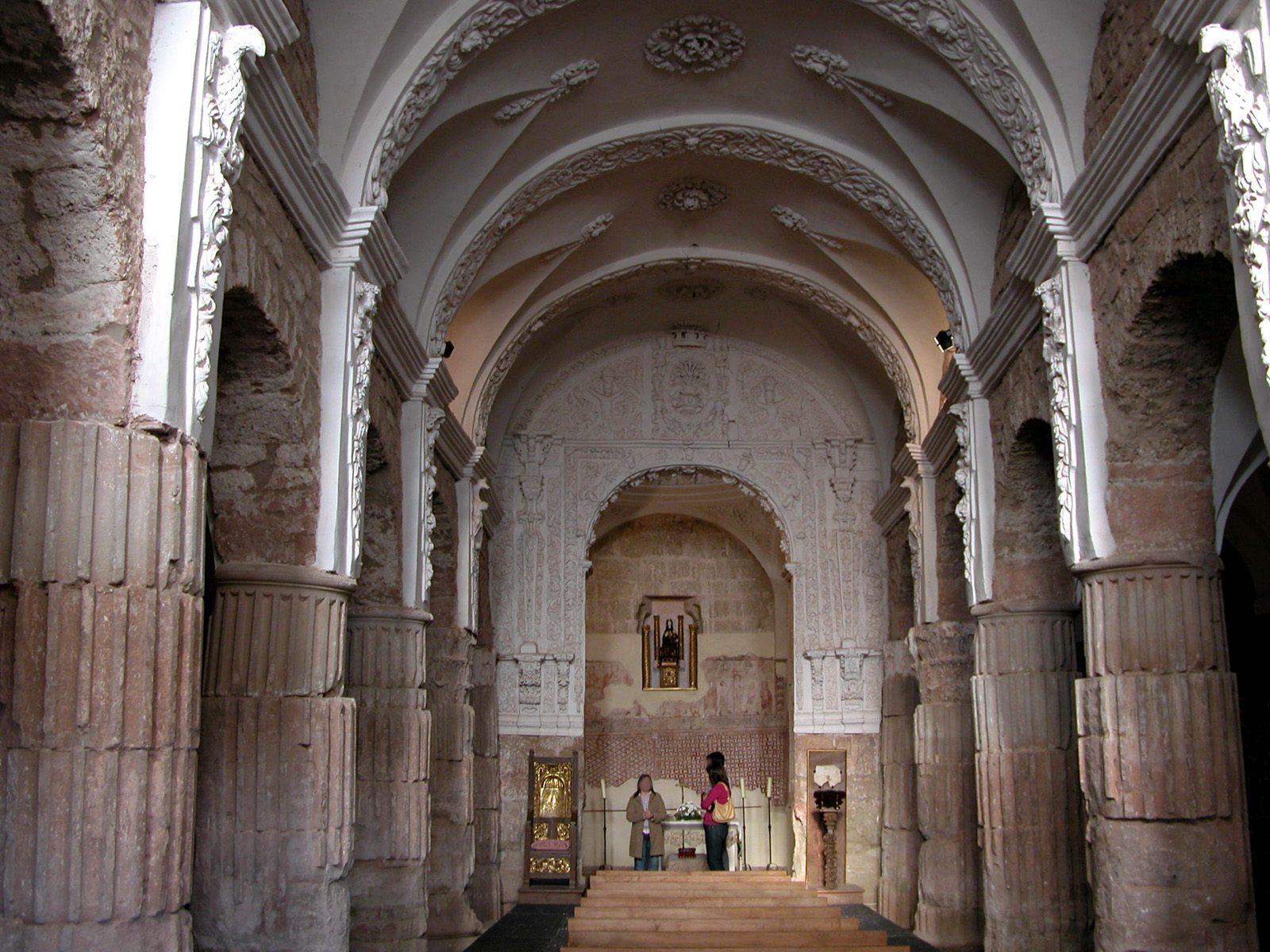
Basílica Santa María de Arcos. Tricio

Data del siglo V y fue construida sobre un antiguo mausoleo romano del siglo III.
Es el monumento religioso más antiguo de La Rioja, con la particularidad de estar construido con restos procedentes de otros edificios de la antigua Tritium Megalon.
Está declarada bien de interés cultural desde el 30 de marzo de 1978.

#### Iglesia parroquial de San Miguel

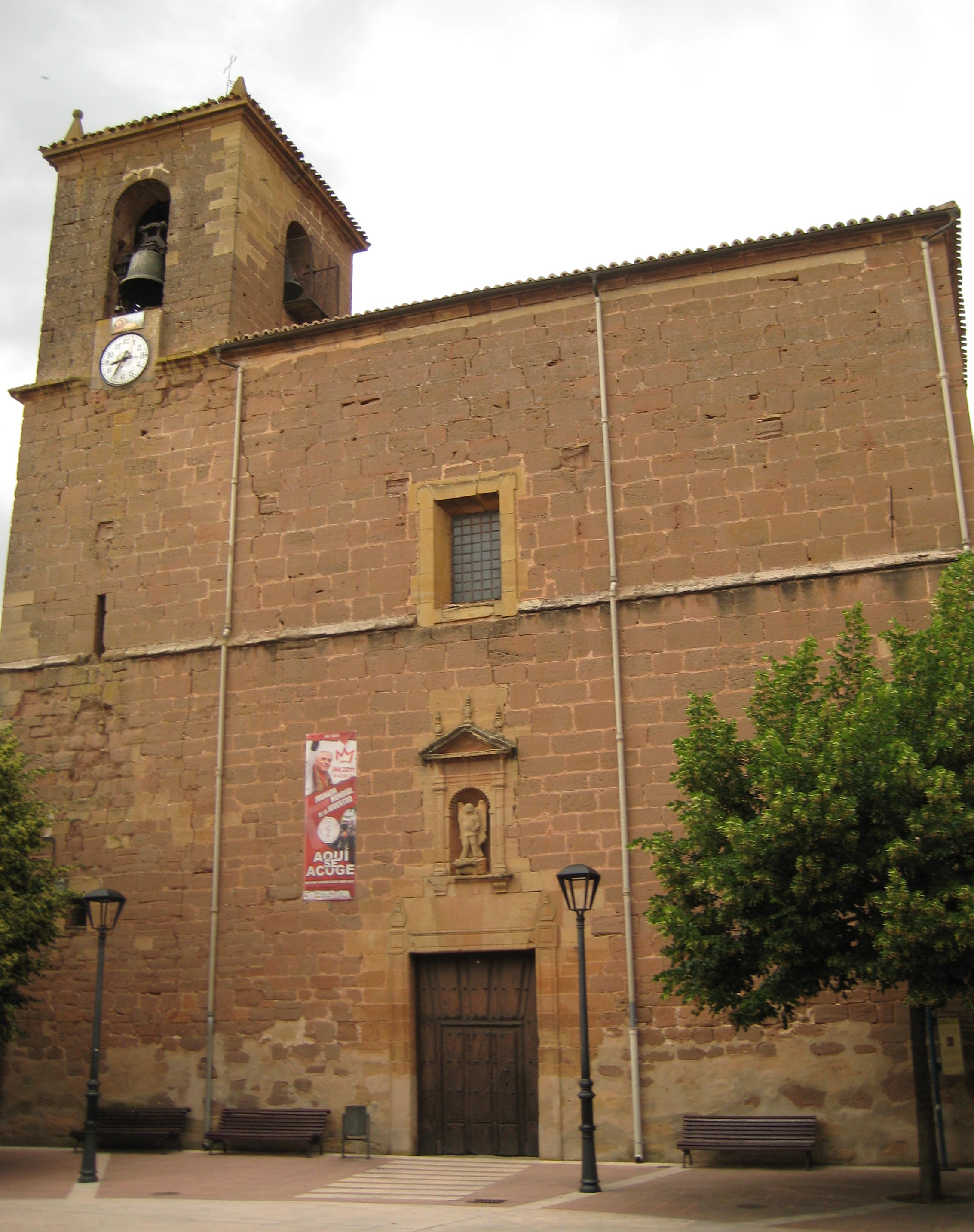
Iglesia parroquial de San Miguel. Tricio

Alberga el mausoleo de Celedón Pardo y Agüero, médico de cámara de Felipe IV

## Deporte
Anualmente, el último sábado de abril se realiza una marcha nocturna a pie de unos 63 km que parte de Logroño hacia el Monasterio de Valvanera, conocida como la Valvanerada. La localidad colabora en su organización repartiendo avituallamiento con manzanas.
En esta población nació el pelotari Augusto Ibáñez Sacristán, Titín III.

## Fiestas locales

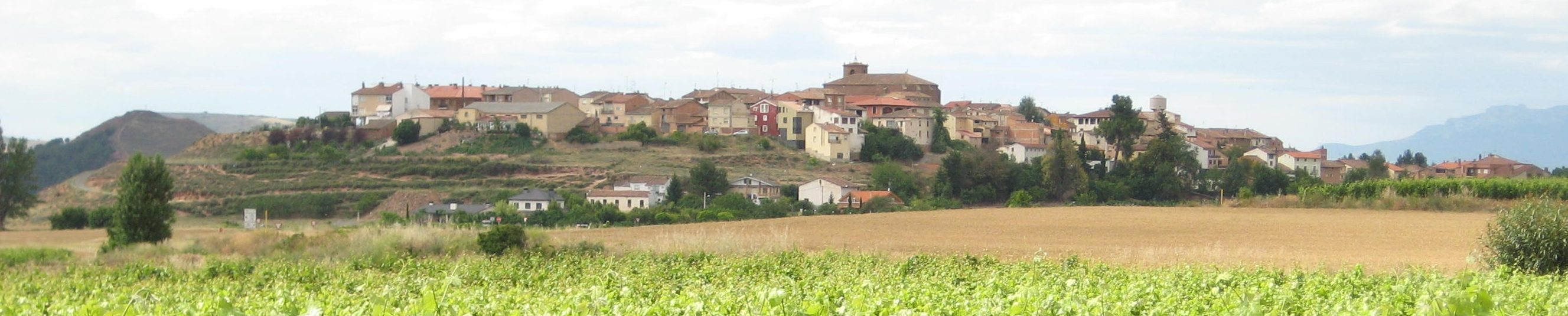
Panorámica de Tricio.

- El primer domingo de mayo, Festividad de La Virgen de los Arcos.
- 7 de agosto Festividad de San Mamés
- 24 de agosto Festividad de San Bartolomé. Destacan las carreras de caracoles, en las que estos llevan una lata de pimientos de 250 gramos amarrada a su caparazón. También se celebran carreras de burros.

## Personas destacadas
- Mariano de la Paz Graells, médico, naturalista y político español del siglo XIX
- Celedón Pardo y Agüero, médico de cámara de Felipe IV[8]